# Volta ao Algarve 1999
La Volta ao Algarve 1999, venticinquesima edizione della corsa, si svolse dall'11 al 15 marzo su un percorso di 707 km ripartiti in 5 tappe, con partenza a Vila Real de Santo António e arrivo a Loule, in Portogallo. Fu vinta dallo spagnolo Melchor Mauri della Sport Lisboa Benfica-Winterthur davanti al portoghese Cândido Barbosa e allo spagnolo David Plaza Romero.

## Tappe
| Tappa  | Data     | Percorso                                  | km   | Vincitore di tappa | Leader cl. generale |
| ------ | -------- | ----------------------------------------- | ---- | ------------------ | ------------------- |
| 1ª     | 11 marzo | Vila Real de Santo António > Castro Marim | 173  | Cândido Barbosa    | Cândido Barbosa     |
| 2ª     | 12 marzo | São Brás de Alportel > Tavira             | 135  | Cândido Barbosa    | Cândido Barbosa     |
| 3ª     | 13 marzo | Tavira > Fóia                             | 169  | Andreas Klöden     | Cândido Barbosa     |
| 4ª     | 14 marzo | Albufeira > Albufeira (cron. individuale) | 12,3 | Melchor Mauri      | Melchor Mauri       |
| 5ª     | 15 marzo | Foure > Loule                             | 218  | Saulius Sarkauskas | Melchor Mauri       |
| Totale | Totale   | Totale                                    | 707  |                    |                     |

## Dettagli delle tappe

### 1ª tappa
- 11 marzo: Vila Real de Santo António > Castro Marim – 173 km

| Pos. | Corridore       | Squadra          | Tempo    |
| ---- | --------------- | ---------------- | -------- |
| 1    | Cândido Barbosa | Banesto          | 4h19'54" |
| 2    | Manuel Sanroma  | Fuenlabrada      | s.t.     |
| 3    | Manuel Liberato | Porta da Ravessa | s.t.     |

| Pos. | Corridore       | Squadra | Tempo |
| ---- | --------------- | ------- | ----- |
| 1    | Cândido Barbosa | Banesto |       |

### 2ª tappa
- 12 marzo: São Brás de Alportel > Tavira – 135 km

| Pos. | Corridore         | Squadra  | Tempo    |
| ---- | ----------------- | -------- | -------- |
| 1    | Cândido Barbosa   | Banesto  | 3h28'09" |
| 2    | Nuno Marta Duarte | Maia-Cin | s.t.     |
| 3    | Fred Rodriguez    | Mapei    | s.t.     |

| Pos. | Corridore         | Squadra     | Tempo    |
| ---- | ----------------- | ----------- | -------- |
| 1    | Cândido Barbosa   | Banesto     | 7h47'43" |
| 2    | Manuel Sanroma    | Fuenlabrada | a 14"    |
| 3    | Nuno Marta Duarte | Maia-Cin    | s.t.     |

### 3ª tappa
- 13 marzo: Tavira > Fóia – 169 km

| Pos. | Corridore         | Squadra  | Tempo    |
| ---- | ----------------- | -------- | -------- |
| 1    | Andreas Klöden    | Telekom  | 4h19'20" |
| 2    | Rinaldo Nocentini | Mapei    | a 11"    |
| 3    | Youri Sourkov     | LA Pecol | a 14"    |

| Pos. | Corridore         | Squadra | Tempo     |
| ---- | ----------------- | ------- | --------- |
| 1    | Cândido Barbosa   | Banesto | 12h07'17" |
| 2    | Rinaldo Nocentini | Mapei   | a 11"     |
| 3    | Fred Rodriguez    | Mapei   | a 16"     |

### 4ª tappa
- 14 marzo: Albufeira > Albufeira (cron. individuale) – 12,3 km

| Pos. | Corridore       | Squadra | Tempo  |
| ---- | --------------- | ------- | ------ |
| 1    | Melchor Mauri   | Benfica | 15'55" |
| 2    | Andreas Klöden  | Telekom | a 8"   |
| 3    | Cândido Barbosa | Banesto | a 25"  |

| Pos. | Corridore          | Squadra | Tempo     |
| ---- | ------------------ | ------- | --------- |
| 1    | Melchor Mauri      | Benfica | 12h23'32" |
| 2    | Cândido Barbosa    | Banesto | a 5"      |
| 3    | David Plaza Romero | Benfica | a 33"     |

### 5ª tappa
- 15 marzo: Foure > Loule – 218 km

| Pos. | Corridore          | Squadra   | Tempo    |
| ---- | ------------------ | --------- | -------- |
| 1    | Saulius Sarkauskas | LA Pecol  | 5h13'53" |
| 2    | Fred Rodriguez     | Mapei     | s.t.     |
| 3    | Tomáš Konečný      | Wustenrot | s.t.     |

| Pos. | Corridore          | Squadra | Tempo     |
| ---- | ------------------ | ------- | --------- |
| 1    | Melchor Mauri      | Benfica | 17h37'18" |
| 2    | Cândido Barbosa    | Banesto | a 9"      |
| 3    | David Plaza Romero | Benfica | a 40"     |

## Classifiche finali

### Classifica generale
| Pos. | Corridore                        | Squadra                         | Tempo     |
| ---- | -------------------------------- | ------------------------------- | --------- |
| 1    | Melchor Mauri                    | Sport Lisboa Benfica-Winterthur | 17h37'18" |
| 2    | Cândido Barbosa                  | Banesto                         | a 9"      |
| 3    | David Plaza Romero               | Sport Lisboa Benfica-Winterthur | a 40"     |
| 4    | Joaquim Augusto Gomes Oliveira   | LA Pecol- Calbrita              | a 56"     |
| 5    | Fred Rodriguez                   | Mapei-Quick Step                | a 57"     |
| 6    | Victor Gamito                    | Porta da Ravessa-Milaneza       | s.t.      |
| 7    | José Vicente Garcia Acosta       | Banesto                         | a 1'06"   |
| 8    | Rui Lavarinhas                   | Maia-Cin                        | a 1'09"   |
| 9    | Delmino Albano Pereira Magalhaes | Recer-Boavista                  | a 1'10"   |
| 10   | José Azevedo                     | Maia-Cin                        | a 1'17"   |